# Laura de San Pedro
Santa Laura de San Pedro, o de Constantinopla, cuyo nombre secular era Teodolinda Trasci (1420 - 29 de mayo de 1453, Constantinopla). Monja de la Orden de la Santísima Trinidad que sufrió en Constantinopla junto a 53 religiosas más de su monasterio. Su festividad fue suprimida del martirologio romano al dudar de la veracidad de la historia, sin embargo desde el siglo XVI su culto se extendió por toda Europa, especialmente a través de pinturas y libros de cronistas de la Orden Trinitaria.

## Primeros años y monja trinitaria
Laura de San Pedro nació probablemente en Grecia hacia el año 1420. Su nombre secular era Tedolinda Trasci, hija de Miguel y de Helena, por parte de madre tenía ascendencia albanesa. Ingresa en el recién fundado Monasterio de Monjas Trinitarias de Constantinopla, donde cambia su nombre por el de Laura de San Pedro. Los datos sobre la fundación de una Domus Trinitatis en Constantinopla son vagas y confusas, unas fuentes citan al emperador Balduino II de Constantinopla como su fundador, a finales del siglo XIII, como puesto de avanzada para el rescate de cautivos en Tierra Santa, alrededor de 1441 se edificó un monasterio de monjas trinitarias dedicado a Santa Inés junto a la Casa de los Trinitarios. Laura de San Pedro es elegida priora a la edad de 30 años, se dice de ella que la adornaban excelentes virtudes de gobierno y de piedad.

## Martirio

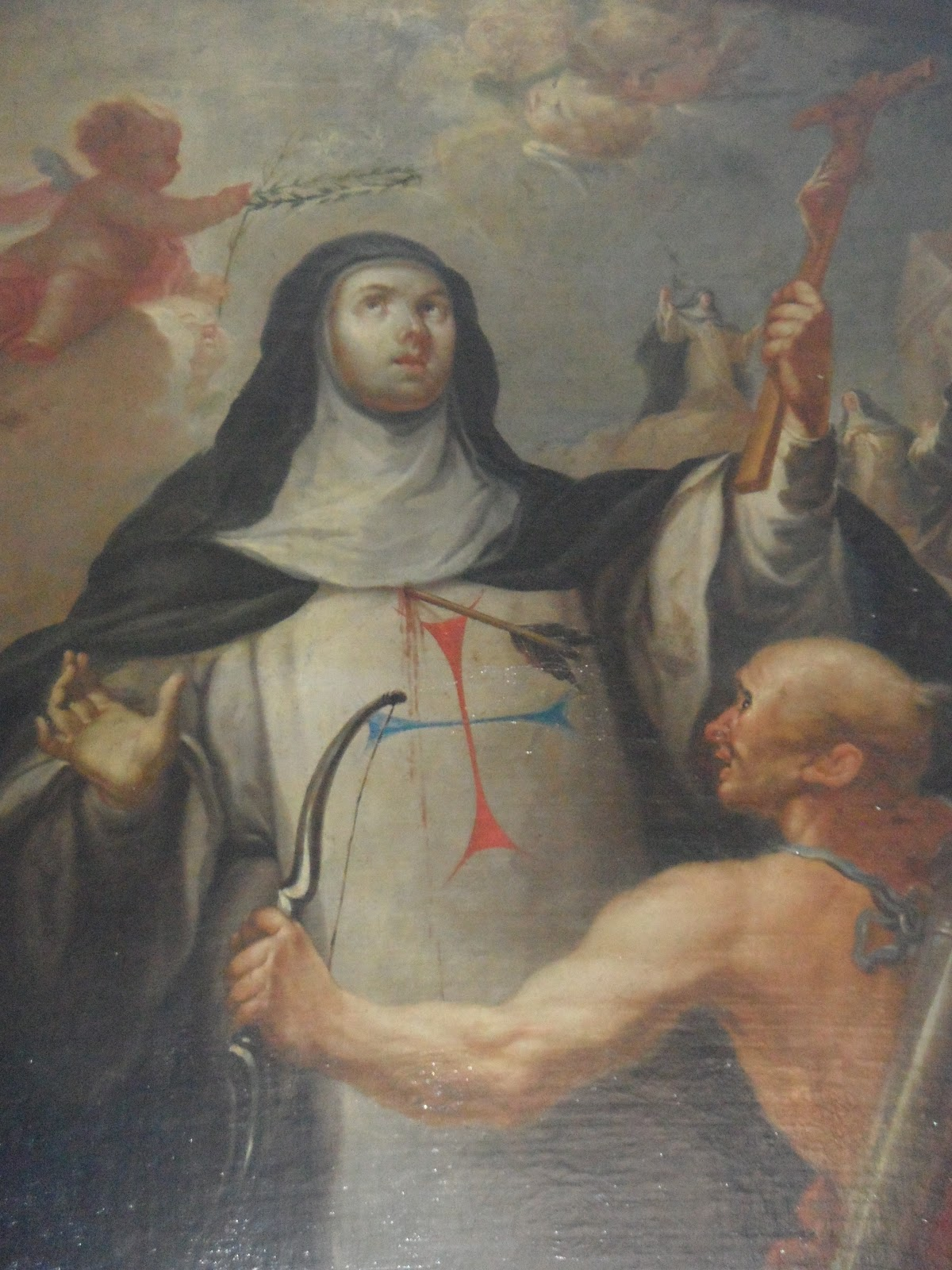
Santa Laura de San Pedro. Monasterio de Monjas Trinitarias de Madrid. Procede el antiguo Convento de la Trinidad Calzada de Madrid.

El 7 de abril de 1453 el sultán Mehmed II Faith puso cerco a la ciudad de Constantinopla, que tomó finalmente el 29 de mayo, con la fuerte oposición de los cristianos bizantinos a la autoproclamación del sultán como emperador romano (en turco antiguo otomano Kayzer-i Rum). La caída de Constantinopla supuso el saqueo y la destrucción de los conventos e iglesias bizantinas, tan sólo se salvó la basílica patriarcal de Santa Sofía que fue convertida en mezquita mayor. Muchos cristianos fueron martirizados por negarse a reconocer al nuevo emperador y apostatar de su fe. 

El [monasterio] de Religiosas de Constantinopla, consagrado a Santa Inés, Patrona de la Religión Trinitaria, lo habitaban cinquenta y tres Religiosas, governadas [sic] por una Santa Priora, llamada Laura de S. Pedro. Todas, como verdaderas esposas de JesuChristo, dieron muy gustosas sus vidas, por defensa de la castidad, y de la Catholica Religión, a cuyas torpezas las impelían los ministros de la iniquidad; pero capitaneando la Santa Priora a su amado rebaño, alentándolas con una Imagen de un Crucifixo, que la Santa Prelada tenía en la mano, animándose recíprocamente unas a otras, todas fueron degolladas, o heridas mortalmente con dardos, y otros instrumentos, ofreciéndole gustosas en sacrificio al Dueño de sus almas la vida.

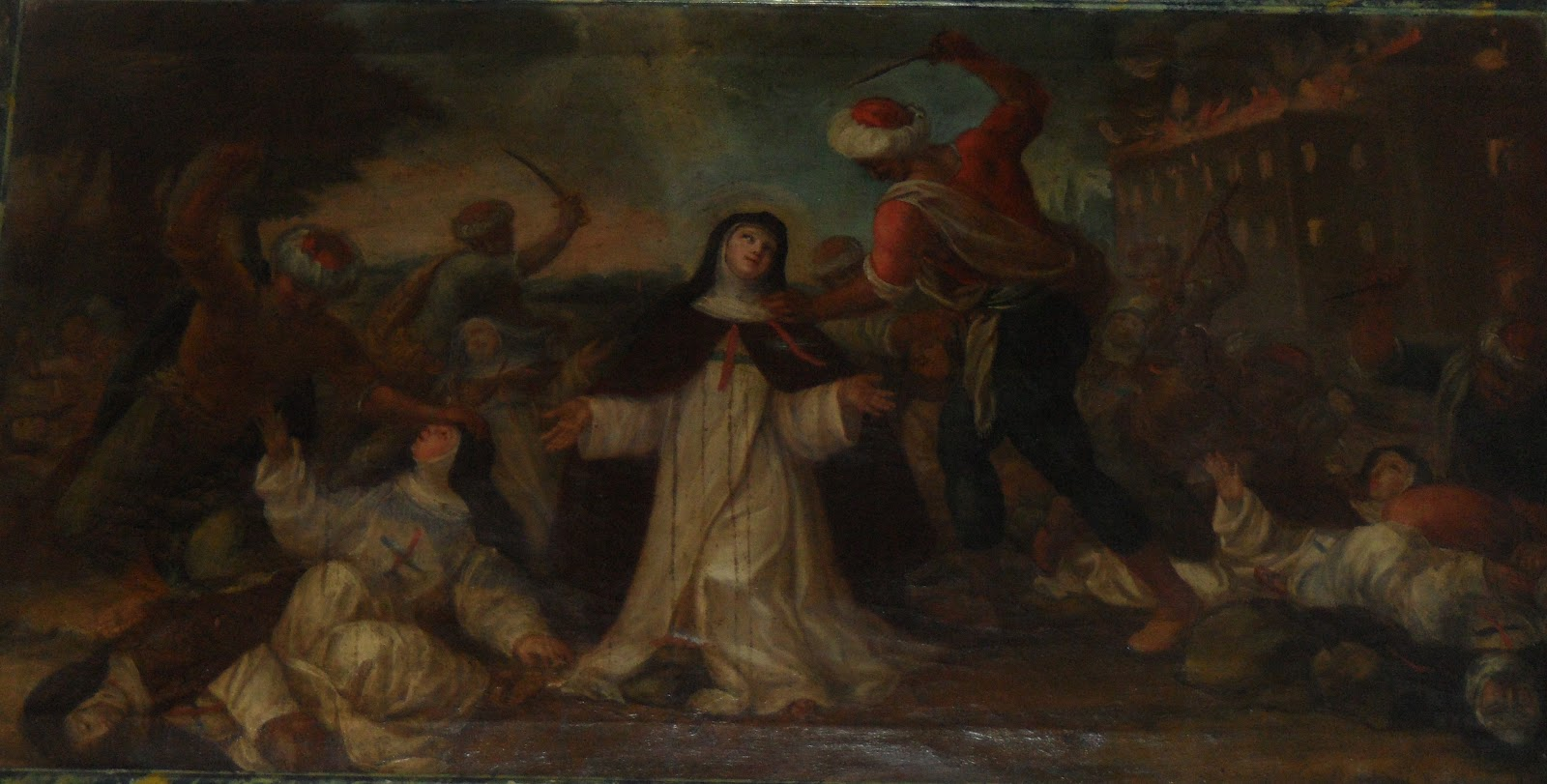
Santa Laura y compañeras mártires. Monasterio de Monjas Trinitarias de Madrid.

 En el último momento del asedio, Laura de San Pedro mandó buscar alguno de los religiosos trinitarios sacerdotes para que dieran el viático a la comunidad de monjas, pero no encontrando ninguno:

Mandó a todas las religiosas baxassen [sic] a la Iglesia para hazerla [sic] teatro de la batalla, esperando a rostro firme a tanta gente enemiga: obedecieron prontas; y viendo no avia [sic] allí Religioso alguno, que les administrara el Santísimo Sacramento, ya para fortificar más con su gracia sus abrasados espíritus en aquella fatal hora; ya por no dexar [sic] la amada prenda de su querido Esposo, expuesta a la irrisión de los Bárbaros, la Santa Priora las quiso comulgar de su mano. Abrió el Sagrario, y haziendo [sic] patente a toas el Sacratísimo Cuerpo de Christo, al dezir [sic] aquellas palabras: Ecce Agnus Dei &c. se manifestó el Señor en forma visible, en trage [sic] de un hermosisimo Cordero, que quita los pecados del mundo; fortificose mucho más en la Fe toda esta gloriosa caterva con esta nueva maravilla, y recibieron aquel Pan del Cielo con grande consuelo de sus almas. Después de este grande caso, rompieron las puertas de la clausura, y Iglesia los enemigos de Christo, y se empezaron a ensangrentar en aquellas corderas, que por defensa de la castidad, y verdades de nuestra Santa Fe, fueron dando gustosas sus vidas; acabase el sacrificio, y se fueron a cenar todas con Christo su Esposo, que las esperaba con un combite [sic] explendido [sic].

## Santa Laura en el arte
La memoria de Santa Laura de San Pedro y sus compañeras mártires fue suprimida del martirologio romano dadas las pocas fuentes para verificar la autenticidad de su vida y de su martirio. En la Orden de la Santísima Trinidad y de los Cautivos las fuentes proceden de crónicas de la primera mitad del siglo XVIII, especialmente de los trinitarios Francisco de la Vega y Domingo López. Como en tantos otros santos de la época no existe más comprobación de santidad que el culto inmemorial, y en este caso el martirio sufrido por la fe. En la actualidad la Orden Trinitaria no incluye en el propio de sus santos y beatos a Santa Laura de San Pedro y compañeras.
Sin embargo, además de las crónicas mencionadas, encontramos una profusa presencia del martirio de la comunidad de monjas trinitarias de Constantinopla en el arte: 

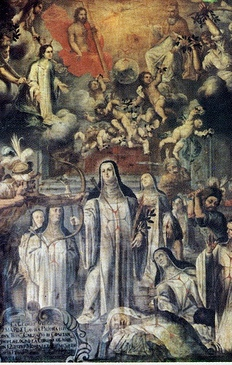
Colección del Beaterío de la Santísima Trinidad de Sevilla.

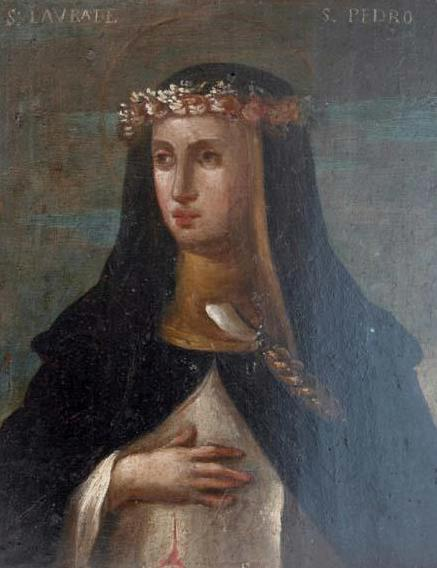
Óleo sobre tabla del. Colección privada de Igor Boyarsky

- En el Convento de la Trinidad Calzada de Madrid un cuadro de Santa Lucía, compañera de Santa Laura, un retrato muy antiguo y hermoso, con diadema de santa y el hábito de religiosa trinitaria, de medio cuerpo, con un plato en la mano siniestra, y en él unos ojos, triunfando del tirano, que se los sacó por no permitir manchara su pureza. En la mano derecha tiene un ramo de azucenas hermosas, que explican su pureza, con anillos en una y otra mano, insignias de sus castos desposorios [...] de tres palmos de alto y dos tercias de ancho, con su marco hermoso y muy decente cornisa, dorado a trechos.[4] Afirma que llegó a Madrid cuando se fundó procedente del convento de Burgos, y estaba situado sobre la escalera, en el claustro alto con una lamparilla. Actualmente en paradero desconocido.
- En el Convento de la Trinidad Calzada de Madrid un cuadro de Santa Laura con diadema e inscripción de Santa, con un Crucifixo en la mano siniestra, con que alentaba a sus religiosas, y exhortaba a los ministros de la crueldad abrazaran la verdades de nuestra fe; con una saeta tiene atravesado el pecho.[5] Se encontraba en el claustro. Actualmente en el Monasterio de Monjas Trinitarias de Madrid.
- En el Convento de la Trinidad Calzada de Madrid una lámina de Santa Laura muy antigua con laureola e inscripción de Santa y hábito de religiosa, con un cuchillo a la garganta..[5] Actualmente en paradero desconocido.
- En la iglesia del convento trinitario calzado de Granada había una imagen de Santa Laura de San Pedro y otra del beato Francisco Aberdonense.[5] Estaba en la iglesia en el lado de la epístola, era un retablo consagrado a Nuestra Señora de los Afligidos. Actualmente inexistente y la imagen en paradero desconocido.
- En la iglesia del convento trinitario calzado de Granada, en el retablo del altar consagrado al Santísimo Cristo de las Penas, colateral del Evangelio, se venera una imagen de Santa Ángela del Santísimo Sacramento, llamada también del Espíritu Santo, una de las compañeras mártires que era vicaria del monasterio.[5] Actualmente inexistente y la imagen en paradero desconocido.
- En el coro de la iglesia de Nuestra Señora de Gracia de los Trinitarios de Córdoba, "Santa Laura de San Pedro y compañeras mártires". Pintura sobre tela de grandes dimensiones, 3x2m, datada en primera mitad del siglo XVIII, procedente del convento trinitario calzado de La Rambla.
- En el Monasterio de Monjas Trinitarias de Madrid, pintura sobre tela que representa el martirio de Santa Laura de San Pedro y compañeras, de autor desconocido, datado en el siglo XVIII. Se presenta a las monjas con hábito descalzo.
- En colección privada de Igor Boyarsky, "Santa Laura de San Pedro" óleo sobre tabla s XVII. Medidas 33,5 cm alto x 26,5 cm ancho x 1,3 cm fondo.
- En el Beaterío de la Santísima Trinidad de Sevilla, lámina del martirio de Santa Laura de Constantinopla y compañeras, de mediados del siglo XVIII.